# رکلوس (وایومینگ)
رکلوس (به انگلیسی: Recluse) یک منطقهٔ مسکونی در ایالات متحده آمریکا است که در شهرستان کمبل، وایومینگ واقع شده‌است.